# Mosó-árok
A Mosó-árok Vas vármegyében ered, mintegy 160 méteres tengerszint feletti magasságban. A patak forrásától kezdve déli, majd északi-északkeleti irányban halad, majd eléri a Marcalt.
A Mosó-árok vízgazdálkodási szempontból a Marcal Vízgyűjtő-tervezési alegység működési területét képezi.

## Part menti települések
- Duka
- Jánosháza
- Kemenespálfa